# فرانتس شولتس
فرانتس شولتس (آلمانی: Franz Schulz؛ ‏ ۲۲ مارس ۱۸۹۷ – ۴ مهٔ ۱۹۷۱) فیلم‌نامه‌نویس، روزنامه‌نگار و نویسنده اهل اتریش بود.
از فیلم‌هایی که وی در آن‌ها نقش داشته‌است، می‌توان به گلوریا، نیمه‌شب، دخترخاله ورشویی من و دو عاشق به‌هنگام والس اشاره نمود.